# Baron Calthorpe

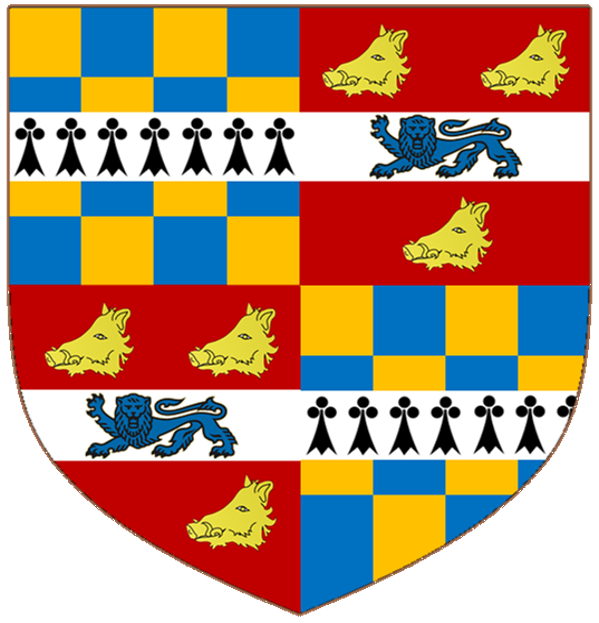
Wappen der Barons Calthorpe

Baron Calthorpe, of Calthorpe in the County of Norfolk, war ein erblicher britischer Adelstitel in der Peerage of Great Britain.

## Verleihung und Geschichte des Titels
Der Titel wurde am 16. Januar 1796  für den Politiker Sir Henry Gough-Calthorpe, 2. Baronet geschaffen. Er hatte bereits 1774 von seinem Vater Sir Henry Gough, 1. Baronet (1709–1774) den fortan nachgeordneten Titel Baronet, of Edgbaston in the County of Warwick, geerbt, der diesem am 6. April 1728 in der Baronetage of Great Britain verliehen worden war.
Die Titel erloschen schließlich beim Tod von dessen Urururenkel, dem 10. Baron, am 23. Mai 1997.

## Liste der Barons Calthorpe (1796)
- Henry Gough-Calthorpe, 1. Baron Calthorpe (1749–1798)
- Charles Gough-Calthorpe, 2. Baron Calthorpe (1786–1807)
- George Gough-Calthorpe, 3. Baron Calthorpe (1787–1851)
- Frederick Gough, 4. Baron Calthorpe (1790–1868)
- Frederick Gough-Calthorpe, 5. Baron Calthorpe (1826–1893)
- Augustus Gough-Calthorpe, 6. Baron Calthorpe (1829–1910)
- Somerset Gough-Calthorpe, 7. Baron Calthorpe (1831–1912)
- Somerset Gough-Calthorpe, 8. Baron Calthorpe (1862–1940)
- Ronald Gough-Calthorpe, 9. Baron Calthorpe (1922–1945)
- Peter Gough-Calthorpe, 10. Baron Calthorpe (1927–1997)